# Syntomini
Syntomini là một tông bướm đêm trong họ Erebidae. Tông này tương ứng một phần với phân họ Ctenuchinae trước đây thuộc họ Arctiidae cũ.

## Các chi
- Amata Fabricius, 1807
- Anapisa Kiriakoff, 1952
- Apisa Walker, 1855
- Auriculoceryx
- Automolis Hübner, 1819
- Balacra Walker, 1856
- Bergeria Kiriakoff, 1952
- Caeneressa
- Ceryx
- Collartisa Kiriakoff, 1953
- Dysauxes Hübner, [1819]
- Eressa
- Gippius
- Hippurarctia Kiriakoff, 1953
- Meganaclia Aurivillius, 1892
- Melisa Walker, 1854
- Metamicroptera Hulstaert, 1923
- Metarctia Walker, 1855
- Microbergeria Kiriakoff, 1972
- Nacliodes Strand, 1912
- Neobalacra Kiriakoff, 1952
- Neophemula Kiriakoff, 1957
- Oligamatites
- Owambarctia Kiriakoff, 1957
- Paramelisa Aurivillius, 1906
- Pseudmelisa Hampson, 1910
- Pseudodiptera Kaye, 1918
- Rhipidarctia Kiriakoff, 1953
- Streptophlebia
- Syntomoides
- Trichaetoides
- Thyretes Boisduval, 1847